# Predné Meďodoly
Die Predné Meďodoly (bis kurz nach dem Zweiten Weltkrieg slowakisch Predné Koperšády; deutsch Vordere Kupferschächte; ungarisch Elülső-Rézaknák; polnisch Dolina Przednich Koperszadów oder kurz Przednie Koperszady) ist der nordöstliche Zweig des Tals Dolina Kežmarskej Bielej vody in der Slowakei. Es liegt im östlichsten Teil des Tatra-Hauptkamms auf dessen südlicher Seite, am Übergang von der südwestlich gelegenen Hohen Tatra in das nördlich gelegene Gebirge Belianske Tatry (deutsch Belaer Tatra).

## Beschreibung

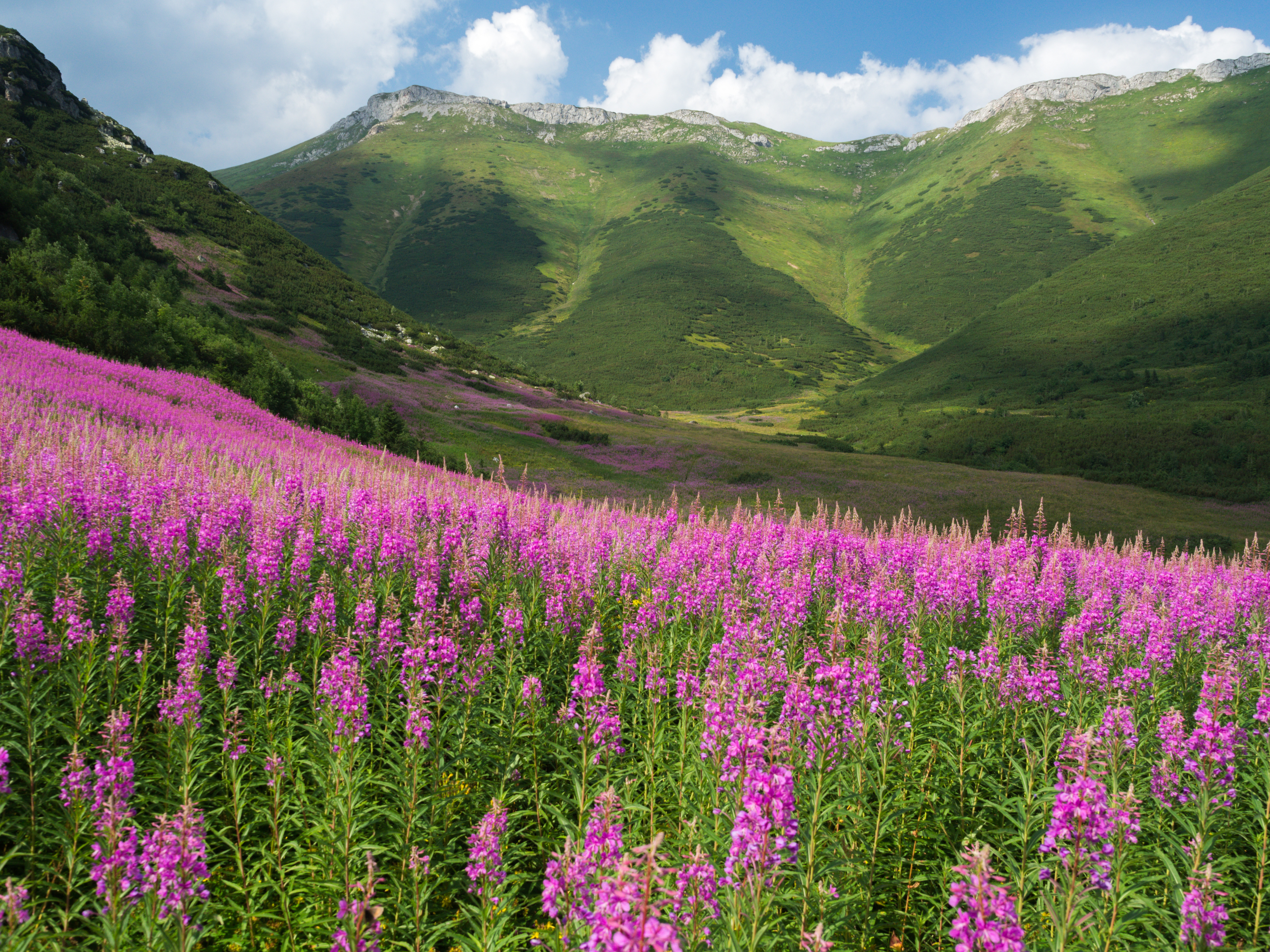
Blick vom Talgrund mit Schmalblättrigen Weidenröschen Richtung Belianske Tatry mit den Bergen Zadné Jatky und Prostredné Jatky

Das Tal beginnt auf einer Höhe von etwa 1400 m n.m. als nordöstliche Fortsetzung von Dolina Kežmarskej Bielej vody, im Tal des Napájadlový potok (Tränkenbach) und ist grob nach Nordwesten beziehungsweise Westen gerichtet. Begrenzt wird es durch den Hauptkamm der Belianske Tatry vom Berg Hlúpy bis zum felsigen Gipfel Holica im Norden, durch einen vom Berg Belianska kopa (Durlsberg) ausgehenden Seitenkamm im Süden und durch den Sattel Kopské sedlo (Kopapass) im Westen.

## Name und Geschichte
Nach Angaben des evangelischen Pfarrers und Botanikers Thomas Mauksch (1826) leitet sich der Name sowohl von Predné Meďodoly als auch des nahen Zadné Meďodoly (Hintere Kupferschächte) von der Felsenformation Medené lávky (Kupferbänke) an den Nordhängen von Kežmarský štít (Kesmarker Spitze) und Lomnický štít (Lomnitzer Spitze) ab. Allerdings ist diese Formation relativ entfernt von diesem Tal und auch historisch nicht direkt verwandt. Namensgebend sind Kupferbergwerke, erstmals im 16. Jahrhundert erwähnt, die sich in der unmittelbaren Umgebung des Sattels Kopské sedlo sowie im Grat Richtung Jahňací štít (Weißseespitze) und Richtung Belianske Tatry befanden. Noch zur Zeit des Historikers Christian Genersich (1807) arbeiteten zwei Kupferbergwerke am Kopské sedlo. Historisch sind auch Eisenerzader (Ungrisches Magazin 1783) belegt. In den Bergwerken waren vor allem Bergleute aus Kežmarok (deutsch Kesmark) und Spišská Belá (deutsch Zipser Bela) beschäftigt. Heute sind die einstigen Bergwerke allerdings nicht mehr erkennbar.
Mundartlich deutsch hießen die Bergwerke Kopperschächte, nach dem zipserdeutschen Wort Kopper für Kupfer. Nach dieser Form hieß das Tal historisch slowakisch Predné Koperšády, im polnischen gilt bis heute die Bezeichnung Dolina Przednich Koperszadów. Ebenfalls im polnischen hieß das Tal historisch Koperszady Węgierskie (d. h. „ungarische“ Kupferschächte), um es vom Richtung Polen orientierten Tal Zadné Meďodoly zu unterscheiden. Nach der historischen Zugehörigkeit wurde das Tal deutsch auch Belaer Kupferschächte genannt.

## Tourismus
Durch den unteren Teil des Tals verläuft ein grün markierter Weg vom See Veľké Biele pleso Richtung Berghütte Plesnivec und weiter nach Tatranská Kotlina oder Kežmarské Žľaby. Der Weg passiert die Bergwiese Jeruzalem, wo es bis kurz nach dem Zweiten Weltkrieg eine Alm gab.